# Poa longifolia
Poa longifolia är en gräsart som beskrevs av Carl Bernhard von Trinius. Poa longifolia ingår i släktet gröen, och familjen gräs. Inga underarter finns listade i Catalogue of Life.